# IAD (entreprise)
IAD (immobilier@domicile) est une entreprise spécialisée dans la transaction immobilière créée en 2008. Ce réseau immobilier est exclusivement constitué d'agents commerciaux indépendants.
Considérée comme une une licorne française, elle fut imaginée dans un garage d'une maison de Seine-Port en Seine-et-Marne par Malik Benrejdal, Jérôme Chabin et Sébastien Caill.

## Marketing de réseau
IAD se base sur le marketing de réseau. Le marketing de réseau est une structure de vente dans laquelle les mandataires peuvent parrainer d'autres mandataires et ainsi toucher des commissions sur leurs bénéfices. Les mandataires IAD sont enregistrés comme auto-entrepreneurs indépendants. Les mandataires se voient facturer un accès mensuel aux services IAD à hauteur de 200 € par mois.

## Historique
Financée d'abord par NAXICAP PARTNERS en 2012, elle a reçu ensuite des participations d'autres fonds d'investissement (IK investment Partners et Rotschild Five Arrows en 2016), et en particulier de Insight Partners qui a mis 300 millions dans l'entreprise début 2021. À l'occasion de cet investissement, la société est valorisée 1,2 milliard d'euros.
En mai 2021, IAD est n°1 sur le marché français des réseaux de mandataires immobiliers, marché en forte croissance qui a représenté 14 % des ventes immobilières en France en 2020 selon une étude de Xerfi.